# Bertioga
Bertioga is een gemeente en middelgrote kustplaats in Brazilië. De plaats ligt in de regio van de metropool São Paulo, maar niet tegen de stad zelf. Bertioga ligt aan de Atlantische Oceaan.
Bertioga geniet enige bekendheid omdat Josef Mengele, kamparts in Auschwitz, hier lange tijd ondergedoken zat en er naar alle waarschijnlijkheid ook is overleden.

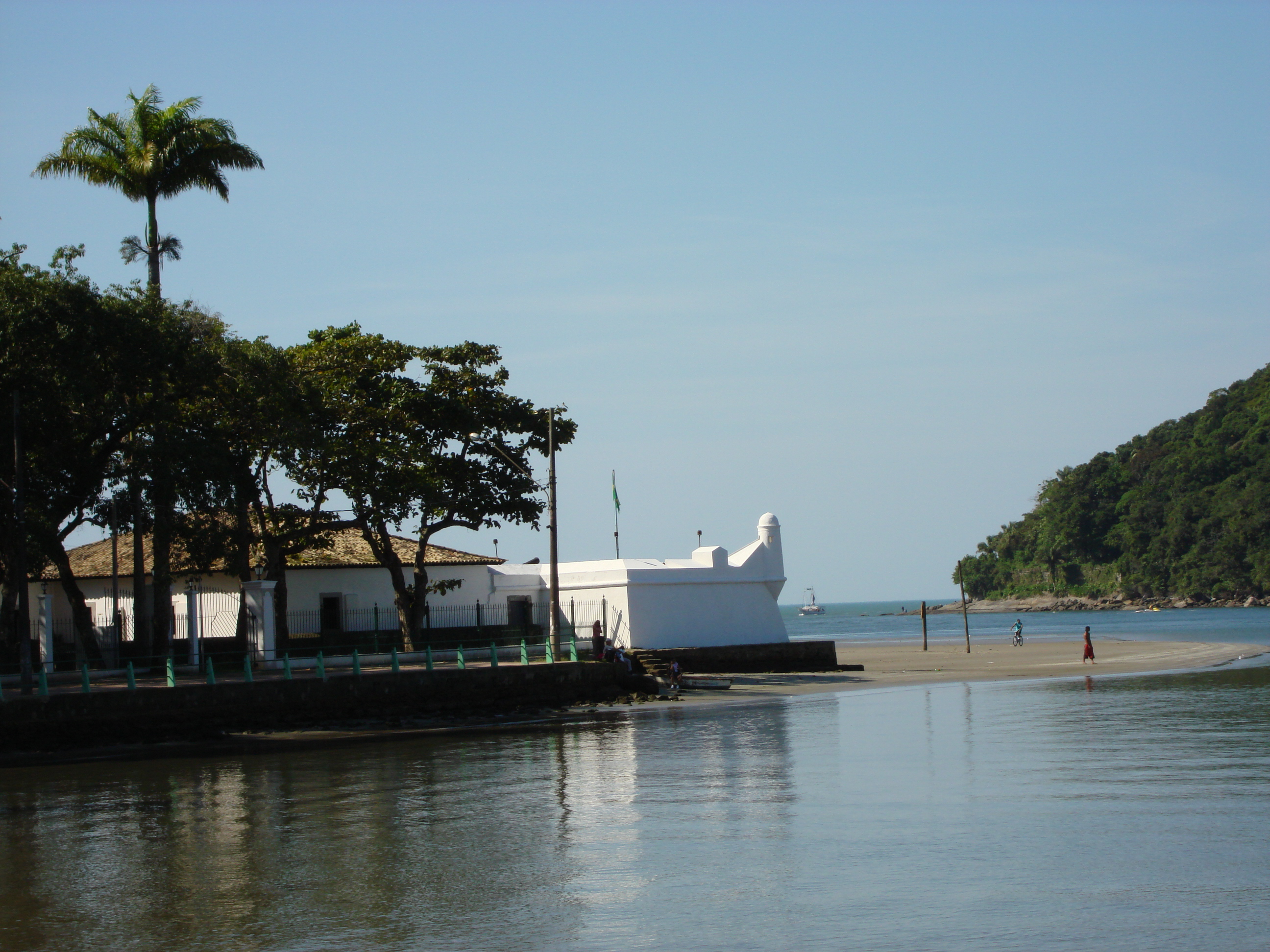
Fort São João in Bertioga

## Aangrenzende gemeenten
De gemeente grenst aan Biritiba-Mirim, Guarujá (Ilha de Santo Amaro), Mogi das Cruzes, Salesópolis, Santos en São Sebastião.

## Verkeer en vervoer
De plaats ligt aan de noord-zuidlopende weg BR-101 tussen Touros en São José do Norte. Daarnaast ligt ze aan de wegen SP-055 en SP-061.